# Alexandra Vandernoot
Pour les articles homonymes, voir Vandernoot.
Cet article possède un paronyme, voir Laura Vandervoort.
Alexandra Vandernoot est une actrice belge, née à Uccle en Belgique le 19 septembre 1965.

## Biographie
Alexandra Vandernoot est née à Uccle (Belgique) le 19 septembre 1965, elle est issue d'une famille d'artistes. Son père André Vandernoot était un chef d'orchestre belge et sa mère, Dushanka Sifnios dite Duška Sifnios était une danseuse d'origine macédonienne.
Elle entame des études d'art dramatique au Conservatoire royal de Bruxelles. Dès la remise de son diplôme, elle se lance dans le théâtre. 

### Carrière
Elle est connue internationalement pour son rôle de la fiancée de Duncan MacLeod, Tessa Noël, dans la série fantastique canado-européenne Highlander. Elle a beaucoup tourné dans des productions françaises notamment sous la direction de Francis Veber dans Le Jaguar en 1996, Le Dîner de cons en 1998 et Le Placard en 2000.
Elle se fait connaître en France en incarnant Angèle, le premier rôle de la saga d'été Tramontane en 1999 qui rencontre un succès populaire conséquent, en réunissant plus de neuf millions de téléspectateurs à chaque épisode.
Elle incarne Mathilde Mallet Delcourt dans la saga Le Bleu de l'océan, qui fut le « succès de l'été » 2003 sur TF1, un rôle à l'opposé de celui d'Angèle.
En 2020, elle joue le double rôle de Pénélope et Catherine dans la saison 2 de la série Family Business aux côtés de Jonathan Cohen pour Netflix.
En 2022 et 2024, elle joue le rôle d'Annabelle Cardone, cheffe rigide et autoritaire, dans la série quotidienne Ici tout commence.

## Vie privée
Alexandra Vandernoot partage la vie du réalisateur Bernard Uzan. Elle a deux enfants, un garçon, Léo, né en 1995, et une fille, Julia, née en 2003.

## Filmographie

### Cinéma
- 1985 : Babel Opera - La répétition de Wolfgang Amadeus Mozart d'André Delvaux
- 1986 : Mascara - Make-up for murder de Patrick Conrad
- 1987 : Les Exploits d'un jeune Don Juan de Gianfranco Mingozzi
- 1988 : Trouble in Paradise de Robbe De Hert
- 1989 : Dilemma de Freddy Coppens
- 1990 : Les Secrets professionnels du docteur Apfelglück d'Alessandro Capone, Stéphane Clavier, Hervé Palud, Mathias Ledoux et Thierry Lhermitte
- 1990 : Hostel Party de Roland Lethem (court-métrage)
- 1992 : Le Souper d'Édouard Molinaro
- 1994 : Prêt-à-porter de Robert Altman
- 1996 : Le Montreur de boxe de Dominique Ladoge
- 1996 : Le Jaguar de Francis Veber
- 1997 : Le Bal masqué de Julien Vrebos
- 1998 : Le Dîner de cons de Francis Veber
- 2000 : Sabotage ! d'Esteban Ibarretxe et Jose-Miguel Ibarretxe
- 2000 : Le Placard de Francis Veber
- 2000 : Charmant Garçon de Patrick Chesnais
- 2001 : Gangsters d'Olivier Marchal
- 2002 : Hop de Dominique Standaert
- 2003 : Five Obstructions (De Fem benspænd) de Jørgen Leth et Lars von Trier
- 2006 : Jeune homme de Christoph Schaub
- 2009 : Sans rancune ! d'Yves Hanchar

### Télévision
- 1985 : Ceci n'est pas Bruxelles de Benoît Lamy
- 1988 : Un savant bien tranquille - Le Retour d'Arsène Lupin (série télévisée) de Michel Boisrond
- 1988 : Le condamné meurt à cinq heures (TV Le Masque) avec François Maistre
- 1988 : Les Compagnons de l'aventure : Lola et les Sardines - Les six compagnons, feuilleton télévisé de Christophe Andrei, Chantal Baumann, Bernard Dubois
- 1988 : Les Cinq Dernières Minutes La ballade de Menardeau de Maurice Frydland
- 1989 : Salut les Musclés - Leçon de maintien (Épisode 15) (TV)
- 1990 : Cherchez la femme (TV Force de Frappe) de Jean-Pierre Prévost
- 1991 : Strangers - Les jeux de l'amour (TV) de Joan Tewkesbury et Daniel Vigne
- 1991 : Maigret, épisode Maigret chez les Flamands réalisé par Serge Leroy
- 1991 : Comme un bateau, la mer en moins (Like a boat out of water) de Dominique Ladoge
- 1992 : Highlander, série télévisée de Gregory Widen
- 1992 : Le grand chêne (TV Le triplé gagnant / Commissaire Rocca)
- 1993 : Les kilos en trop  de Gilles Béhat
- 1993 : Le juge est une femme, épisode Aux marche du palais de Serge Leroy
- 1993 : L'Affaire, épisode La dernière carte de Sergio Gobbi
- 1994 : Une petite fille particulière de Jean-Pierre Prévost
- 1994 : Doomsday gun - La mort au bout du canon de Robert Young
- 1994 : Dame de cœur (TV Deux justiciers dans la ville) de Gérard Marx
- 1994 : Les aventures dans le Grand Nord - « L'honneur des grandes neiges » - « Le sang des chasseurs » - « Le sang du chasseur » - « Blood of the hunter » - « The fiddler » (TV) de Gilles Carle
- 1996 : Un week-end en Bourgogne (TV Adrien Lesage) de Alain Bonnot
- 1996 : Une mère en colère de Gilles Béhat
- 1996 : Forcément coupable de Marco Pico
- 1996 : La fille des nuages de Henri Helman
- 1996 : Une fille à papas de Pierre Joassin
- 1996 : Une femme traquée (Flics de choc) de Michaëla Watteaux
- 1996 : Le cri du silence de Jacques Malaterre
- 1997 : Une patronne de charme de Bernard Uzan
- 1998 : Peur blanche  de Olivier Chavarot
- 1998 : Le monde à l'envers - Les malheurs de papa de Charlotte Brändström
- 1998 : Le monde à l'envers II de Charlotte Brändström
- 1999 : Tramontane (feuilleton télévisé) de Henri Helman
- 1999 : Toutes les femmes sont des déesses de Marion Sarraut
- 1999 : L'ange tombé du ciel de Bernard Uzan
- 2000 : Un homme à défendre de Laurent Dussaux
- 2000 : La Femme de mon mari - « La maison du bonheur » de Charlotte Brändström
- 2000 : Les cons, ça ose tout (court-métrage série Les redoutables) de Georges Lautner
- 2002 : Un mois à nous de Denys Granier-Deferre
- 2003 : Le Prix de l'honneur de Gérard Marx
- 2003 : Le Bleu de l'océan, feuilleton télévisé de Didier Albert
- 2004 : La Battante de Didier Albert
- 2005 - 2007 : Carla Rubens, série de Bernard Uzan
- 2006 : Opération Rainbow Warrior, téléfilm de Charlotte Brändström
- 2006 : Prince Rodolphe : l'héritier de Sissi, téléfilm
- 2007 : Ondes de choc  de Laurent Carcélès
- 2008 : Un vrai papa Noël de José Pinheiro
- 2009 : Camping Paradis, épisode Baignade interdite de Philippe Proteau
- 2009 : À tort ou à raison, double épisode L'Affaire Leïla de Pierre Joassin
- 2009 : Une cible dans le dos de Bernard Uzan
- 2009 : Camping Paradis, épisode Coup de vent sur le camping
- 2010 : Section de recherches, épisode Le haras
- 2010 : Camping Paradis, épisode Le plus beau jour de leur vie  de Pascal Heylbroeck
- 2010 : Joséphine, ange gardien, épisode La chasse aux fantômes de Jean-Marc Seban
- 2010 : Camping Paradis, épisode Doc love au camping de Bruno Garcia
- 2011 : Camping Paradis, épisode Paradis théâtral
- 2011 : À tort ou à raison (8 × 52 min)
- 2011 : Une cible dans le dos de Bernard Uzan
- 2012 : Profilage, épisode Sans relâche
- 2013 : À tort ou à raison (6 × 52 min)
- 2016 : Innocente de Lionel Bailliu (6 × 52 min)
- 2017 : Le Sang des Îles d'Or de Claude-Michel Rome
- 2018 : Noces rouges, mini-série réalisée par Marwen Abdallah : Géraldine Pavane
- 2018 : Cassandre, épisode Mort blanche
- 2018 : Commissaire Magellan, épisode Espèces protégées
- 2018 : Une famille formidable
- 2019 : Meurtres à Belle-Île de Marwan Abdallah
- 2020 : Crimes parfaits, épisode Master du crime
- 2020 : Family Business (série Netflix d’Igor Gotesman) : Catherine ou Pénélope
- 2021 : Mon ange (mini-série) d'Arnauld Mercadier : Stéphanie Mojean
- 2022 - 2024 : Ici tout commence (série) : Annabelle Cardone
- 2022 : Bellefond (série télévisée) d'Emilie Barbault & Sarah Barbault : Constance Ajard
- 2023 : Meurtres sur la côte bleue de Marjolaine De Lécluse : Anouk

## Théâtre
- 2010 - 2012 : Le Président, sa femme et moi de Bernard Uzan, Théâtre de l'Alhambra, tournée
- 2012 : Cher trésor de Francis Veber, mise en scène de l'auteur, tournée
- 2013 : Cher trésor de Francis Veber, mise en scène de l'auteur, Théâtre des Nouveautés
- 2017 - 2018 : L'un n'empêche pas l'autre de Éric Le Roch, mise en scène de l'auteur, tournée
- 2018 : Un week-end tranquille d'Alil Vardar, Théâtre de La Grande Comédie
- 2024 : Amour, gloire et secrets d'Erwin Zirmi, mise en scène Vincent Messager, théâtre Tête d'Or

## Doublage
- 2023 : Élite : voix additionnelles (saison 7)